# Friedrich von Phull
Karl August Friedrich Freiherr von Phull (Pfuel)  (* 12. Oktober 1767 in Ludwigsburg; † 11. April 1840 in Stuttgart) war ein General und hochrangiger Militärverwalter des Königreichs Württemberg während der Koalitions- und Befreiungskriege. 

## Leben
Friedrich von Phull wurde von seinem Vater, dem späteren Feldzeugmeister und Gouverneur von Stuttgart, Friedrich August Heinrich Leberecht von Pfuhl (1735–1818), der Hohen Karlsschule zur Erziehung übergeben. Dort studierte er von 1777 bis 1784. Nach seinem Austritt aus der Karlsschule wurde Phull zum Offizier der herzoglichen Garde ernannt. Während der Koalitionskriege beteiligte er sich an den Feldzügen von 1790 bis 1809 und stieg 1794 zum Kompanieführer, 1803 zum Kommandeur des Bataillon „Kurprinz“, und 1806 zum Regimentskommandeur auf. Im Jahre 1807 nahm er als Anführer in der Avantgarde bei der Erstürmung von Glatz teil. Wegen seiner Tapferkeit wurde er im Anschluss daran zum Generalmajor befördert und zum Chef des 
Grenadier-Regiments „Königin Olga“, 1808 zum Generalleutnant. Nach seiner Rückkehr im Jahre 1809 erhielt er den Auftrag, in den neuwürttembergischen Gebieten des Herzogtums Hohenlohe und des Fürstentums Mergentheim für Ruhe und Ordnung zu sorgen. Es waren dort Volksaufläufe mit feindseligen Verlautbarungen gegen die neue Obrigkeit entstanden. Phull sollte die verdächtigen, teilweise hochrangigen Anführer der Unruhen ermitteln und festnehmen. Als Generalgouverneur und Befehlshaber der dort liegenden Truppen sowie auch Vorgesetzter der bürgerlichen Behörden führte er sein Amt im Auftrag des Königs Friedrich mit unbeschränkten Vollmachten. So ermöglichte er das harte Strafgericht, welches der Polizeiminister  Ludwig Graf von Taube durchführte. Nachdem Phull im Anschluss daran eine Zeit lang die Generalintendantur der Armee verwaltet hatte, wurde er am 29. Juni  1811 mit der Leitung des Kriegsministeriums beauftragt. Der Schwerpunkt seiner Tätigkeit war nach dem Debakel des Russlandfeldzugs die notwendige Wiederherstellung und Ausrüstung des Württembergischen Armeekorps. 1813 wurde er zum Feldzeugmeister, 1816 zum wirklichen General der Infanterie ernannt. Ebenfalls im Jahre 1816 übertrug ihm der neue  König Wilhelm vorläufig das Gouvernement der Stadt Stuttgart und den Befehl über die Garden. Der König entband Phull am 8. November 1816 von der Leitung des Kriegsministeriums und schickte ihn im Dezember 1816 als außerordentlichen Gesandten nach Berlin und Hannover. Hier wirkte er noch bis 1820, ehe er dann völlig aus dem öffentlichen Leben zurücktrat.

## Ehrungen
- 1799 Kommandeurskreuz 2. Klasse des Württembergischen Militär-Verdienstordens[1]
- 1818 Großkreuz des Ordens der Württembergischen Krone[2]